# Маркова, Ольга Дмитриевна
Ольга Дмитриевна Маркова (родилась 22 января 1974 в Ленинграде) — российская и советская фигуристка (одиночное катание). Серебряный призёр чемпионата Европы (1995) и бронзовый призёр (1994), чемпионка России (1994).
Занималась фигурным катанием с 5 лет в клубе СКА (Ленинград) у А.Копылова, в начале 1990-х годов переехала в Москву, в группу Владимира Ковалёва, затем тренировалась у Е. Г. Водорезовой на катке в Сокольниках.
Участвуя в чемпионате мира среди профессионалов в 1998, заняла 2-е место.
Позже — тренер. В разное время работала с Оксаной Гозевой, Михаилом Магеровским, Абзалом Рахимгалиевым (Казахстан), мексиканским фигуристом Адрианом Альварадо, была хореографом (например у Кристины Обласовой) в школе АЗЛК. Технический специалист ИСУ (в 2008 напр. на этапе Гран-При в Париже) и судья федерации фигурного катания России.

## Спортивные достижения
| Соревнования/Сезон       | 1990-91 | 1991-92 | 1992-93 | 1993-94 | 1994-95 | 1995-96 | 1996-97 | 1997-98 |
| ------------------------ | ------- | ------- | ------- | ------- | ------- | ------- | ------- | ------- |
| Чемпионаты мира          |         |         |         | 10      | 5       |         | 12      |         |
| Чемпионаты Европы        |         |         | 12      | 3       | 2       | 11      | 8       |         |
| Финалы серии Гран-При    |         |         |         |         |         | 6       | 5       |         |
| Чемпионаты СССР и России |         | 4       | 4       | 1       | 2       | 3       | 2       | 9       |